# Giardini di Corcolle
Giardini di Corcolle è una frazione di Roma Capitale (zona "O" 19), situata in zona Z. XI San Vittorino, nel territorio del Municipio Roma VI (ex Municipio Roma VIII).

## Geografia fisica

### Territorio
Sorge su un territorio pianeggiante originato dall'interramento di un'area golenale del bacino fluviale dell'Aniene.
Si trova sul lato nord del ventiduesimo km della via Prenestina Polense e il lato est della via di Lunghezzina, a est della frazione di Fosso San Giuliano e a nord della frazione di Corcolle, con la quale forma un'unica identità insediativa formatasi abusivamente nel 1965.

## Storia
Lungo il territorio di Corcolle, scandito da piani, fossi ricchi di acque e colli, si estendevano antichi abitati. Sono state rinvenute diverse testimonianze archeologiche che mostrano la presenza di villaggi dalla seconda metà del terzo millennio a.C., all’Età del Ferro, all’epoca arcaica. Diverse sono le tracce rinvenute di ville di epoca romana abitate sino al III secolo d.C. e di percorsi viari che da Gabii attraversavano Corcolle per diramarsi verso Passerano e verso S. Vittorino e Gericomio. Nel Medioevo sulle rovine di una villa romana fu eretto un castello, ancora oggi esistente al 24° chilometro della via Polense, al bivio per Zagarolo sulla via Maremmana Inferiore, ed è stato ipotizzato che sorse probabilmente sul luogo dell’antica città di Querquetula o Corcotula, abitata dalla popolazione antica dei querquetulani ricordata da Plinio. Il casale curcurulum è ricordato nel X secolo nel possesso dell’Abbazia di Subiaco sino al 1014, quando divenne il Castello di Corcolle – castri corcuroli - e passò nelle proprietà del monastero di S. Paolo Fuori Le Mura. Il castello condivideva con i castelli dell'Osa, di S. Vittorino e di Passerano la tipologia e le modalità di edificazione. Il diritto sul castello rimase al monastero fino all’anno 1430, quando fu venduto alla famiglia Colonna che nel 1630 lo vendette alla famiglia Barberini che lo detenne per molto tempo, e infine passò ai Corsini. Nel corso di questi secoli il castello fu trasformato nuovamente in casale. Il nome di Corcolle per diversi studiosi, tra cui il Nibby, originava da un termine greco che indicava le molte querce presenti. In epoca moderna la Tenuta di Corcolle confinava con le Tenute di S. Vittorino, Castiglione, Lunghezza, l’Aniene e i territori di Zagarolo, Gallicano, e Tivoli. Nel fondo di Corcolle erano diversi mulini ad acqua e il cosiddetto Pantano di Guazzo, posto al confine con Lunghezzina e l’Aniene, sul lato sinistro della via Prenestina Polense, che fu indicato in una guida di caccia del XVI secolo, redatta per i nobili romani, tra i percorsi fuori le mura ad est di Roma. Il tragitto si snodava, dopo la sosta all’Osteria dell’Osa, fino al lago di Castiglione e al pantano di Corcolle e giungeva a Passerano. Il fondo di Corcolle fu ricordato anche nelle guide dei viaggiatori del Novecento come un territorio ricco di coltivazioni di un grano speciale.

## Monumenti e luoghi d'interesse

### Architetture religiose

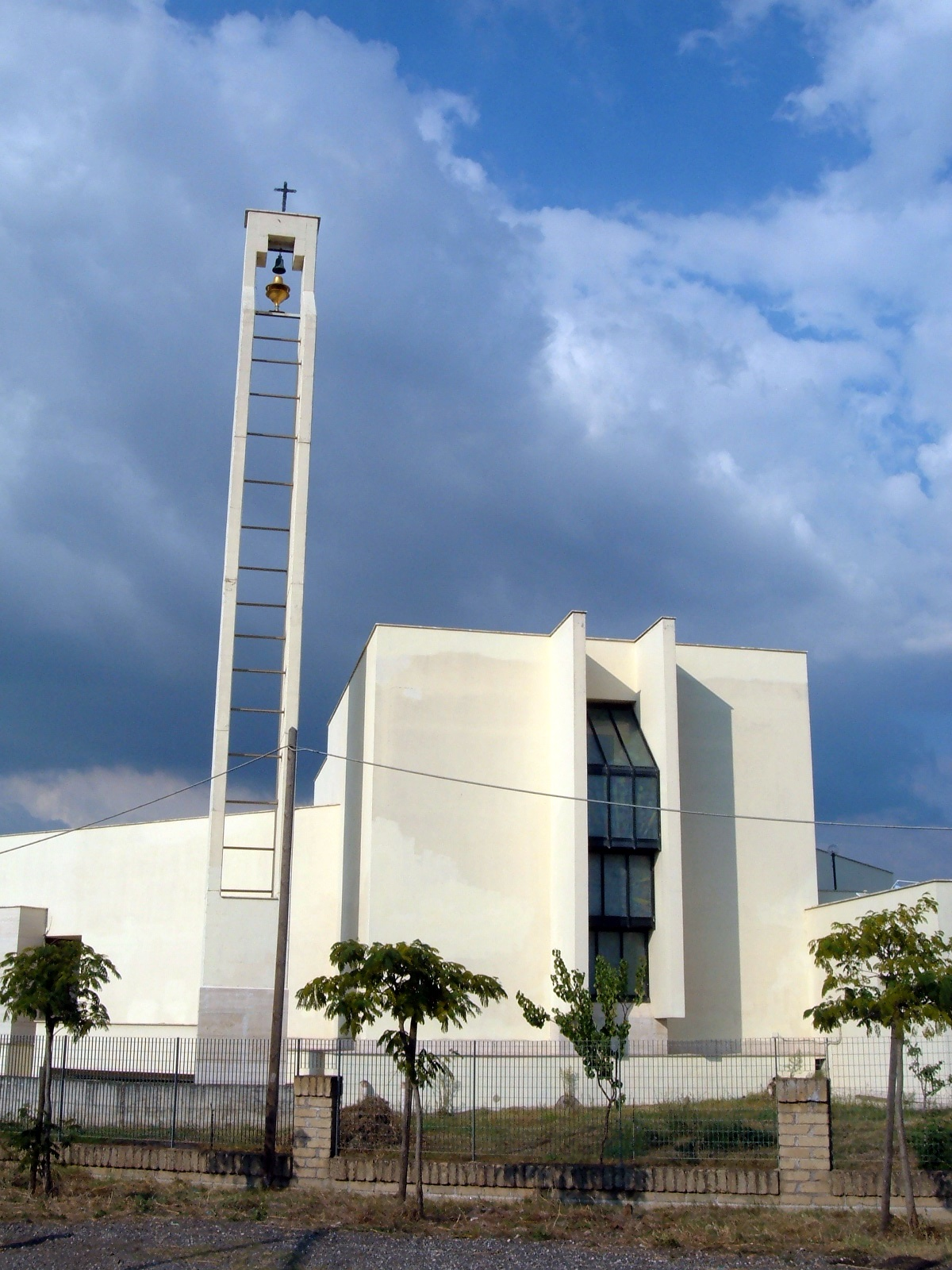
La chiesa di San Michele arcangelo

- Chiesa di San Michele Arcangelo, su via Monteprandone. Chiesa di fine XX secolo. 41.914171°N 12.726566°E

Chiesa inaugurata nell'ottobre del 1997. La parrocchia appartiene alla diocesi di Tivoli

### Siti archeologici
- Villa dei Giardini di Corcolle, su via Spinetoli. Villa del III secolo a.C.[3]

### Aree naturali
- Parco Regionale/Demaniale Via Matelica, da via Matelica. 41.922545°N 12.726059°E
- Parco Luigi Mauro, da via Serra San Quirico e via Polverigi. 41.918612°N 12.726584°E
- Giardino Renata Tebaldi, tra via Cantiano e via Matelica. 41.914224°N 12.731806°E

## Scuole
- Istituto comprensivo San Vittorino-Corcolle, su via Spinetoli.
  - Scuola dell'Infanzia e Scuola primaria, su via Spinetoli. 41.924463°N 12.669308°E
  - Scuola secondaria di 1º grado, su via Cantiano. 41.91221°N 12.727886°E

## Odonimia
Le strade sono dedicate a comuni della regione Marche.